# Terhills

Terhills met de hoofdtoegangspoort, Ecotron en de lange terril

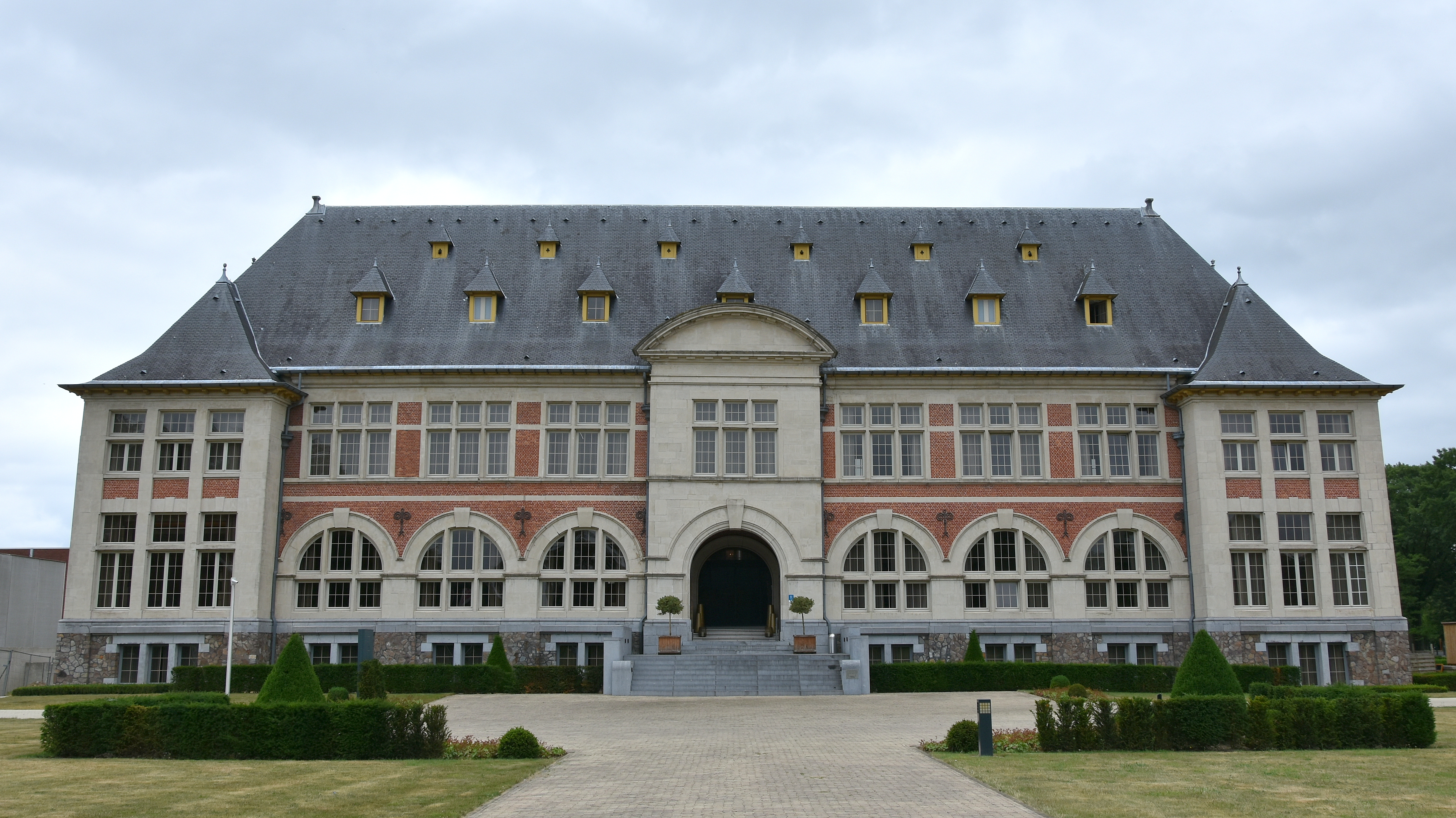
Hotel Terhills in het voormalig directie- en ingenieursgebouw van de mijn

Terhills is een gebied in de Belgische deelgemeenten Eisden en Lanklaar, gelegen op het voormalige terrein van de steenkoolmijn van Eisden. De hoofdtoegangspoort tot het Nationaal Park Hoge Kempen, is een deel van Terhills. Het ligt vlak bij het outlet center Maasmechelen Village. Het totale Terhills-gebied was eerder bekend als Recreatiedomein Maasvallei, op zijn beurt een deel van Connecterra.
Terhills omvat naast de hoofdpoort van het nationale park ook:
- het eco-laboratorium Ecotron
- een hotel in het voormalig directie- en ingenieursgebouw van de mijn
- een outdoor waterpark, Terhills Cablepark
- een bungalowpark, Terhills Resort
- een KMO-zone

Om een natuurlijke verbinding te garanderen naar de Maasvallei wordt een ecologische corridor voorzien die het gebied oostwaarts, richting Maas, vrij houdt.

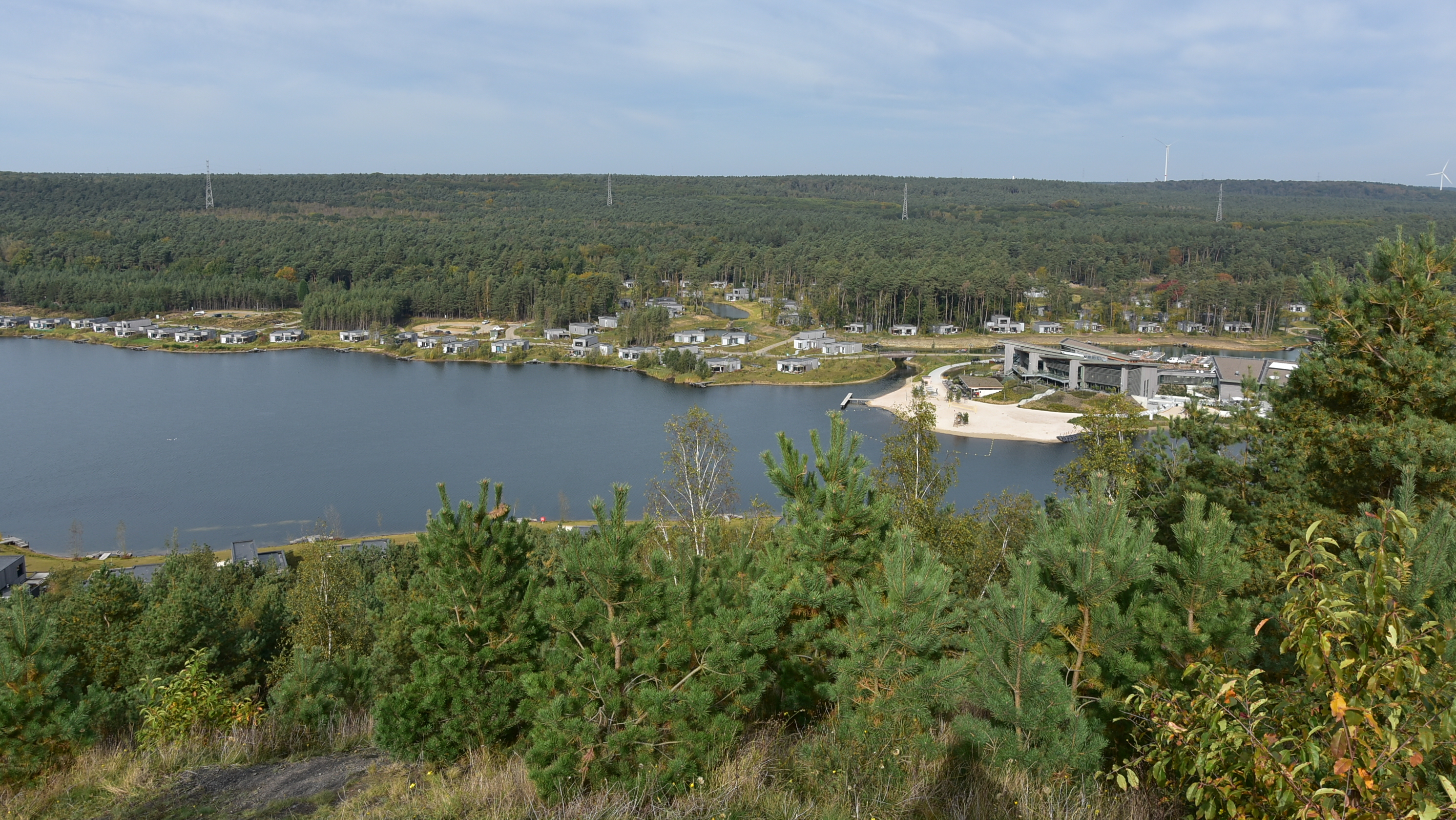
Terhills Resort

Omdat het gebied na de sluiting van de mijn in 1987 werd gesaneerd en de natuur daarna redelijk vrij haar gang kon gaan, is Terhills een thuis geworden voor diverse vlindersoorten en planten. Het gebied omvat twee schachtbokken, drie begroeide mijnterrils, uitgestrekte waterplassen, moerasachtig gebied, kreken en bospercelen. In het gebied zijn vier bewegwijzerde wandelroutes uitgestippeld. De wandelingen variëren van 1,4 km tot 10,9 km. Het hele gebied is omheind en er gelden strikte openingstijden. Bezoekers wordt een toegangsprijs van € 3,– gevraagd. De bijdrage gaat volledig naar toezicht, onderhoud, bescherming van de kwetsbare zones en het beheer van paden, sanitair, uitzichtpunten, rustbanken en de bloemenrijke graslanden. Fietsen is voorlopig niet toegestaan maar er is toch een stukje parcours voor downhillmountainbikes.
Na de opening van Terhills werd het gebied verder uitgebouwd volgens het masterplan ontworpen door architectenbureau De Gregorio. Het bezoekerscentrum werd op 4 april 2014 geopend. Overdekte voorzieningen, ruimte voor natuurwetenschappelijk onderzoek in samenwerking met de Universiteit Hasselt is gerealiseerd (Ecotron) en congresfaciliteiten zullen volgen.

## Galerij

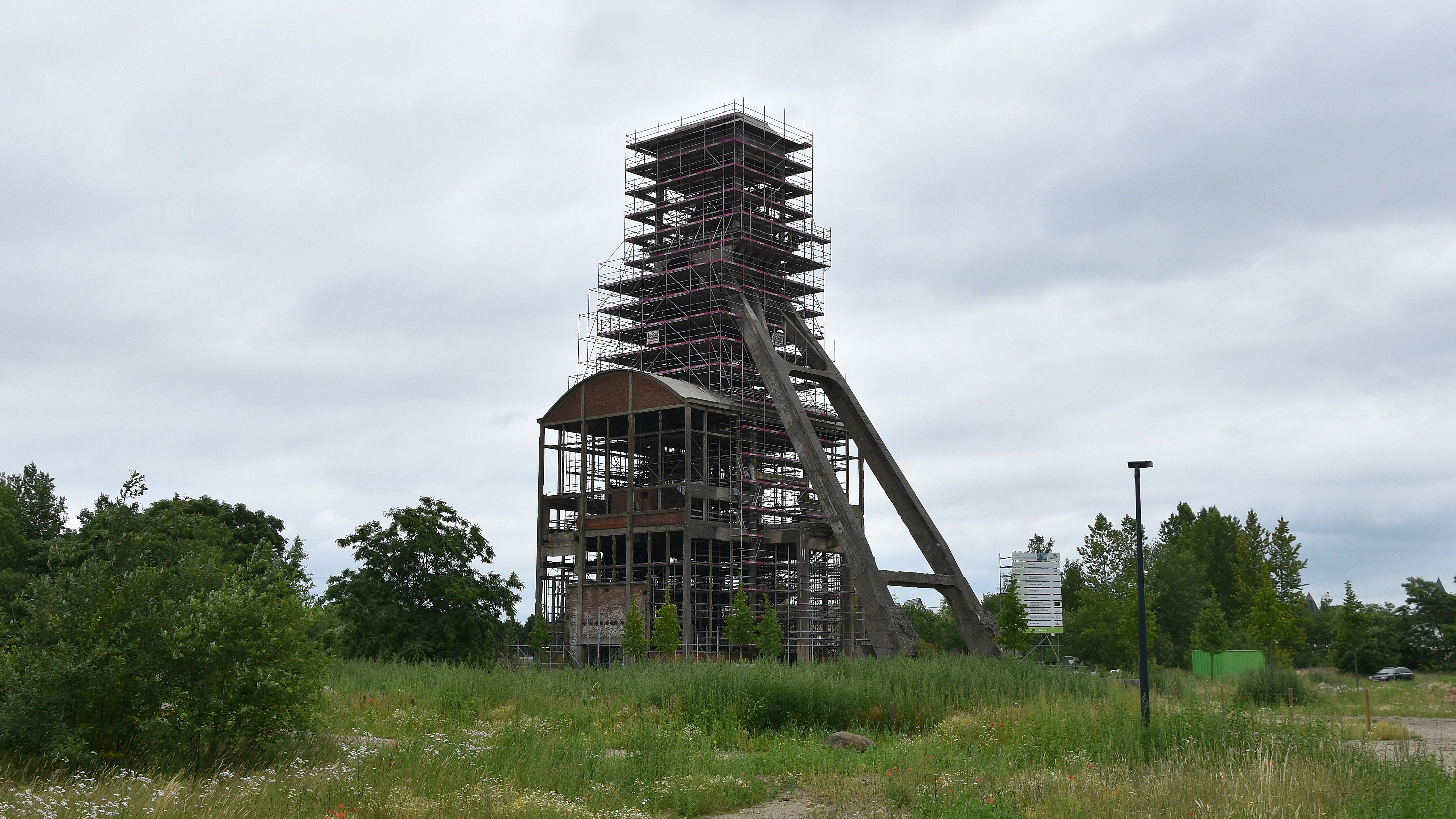
Een schachtbok
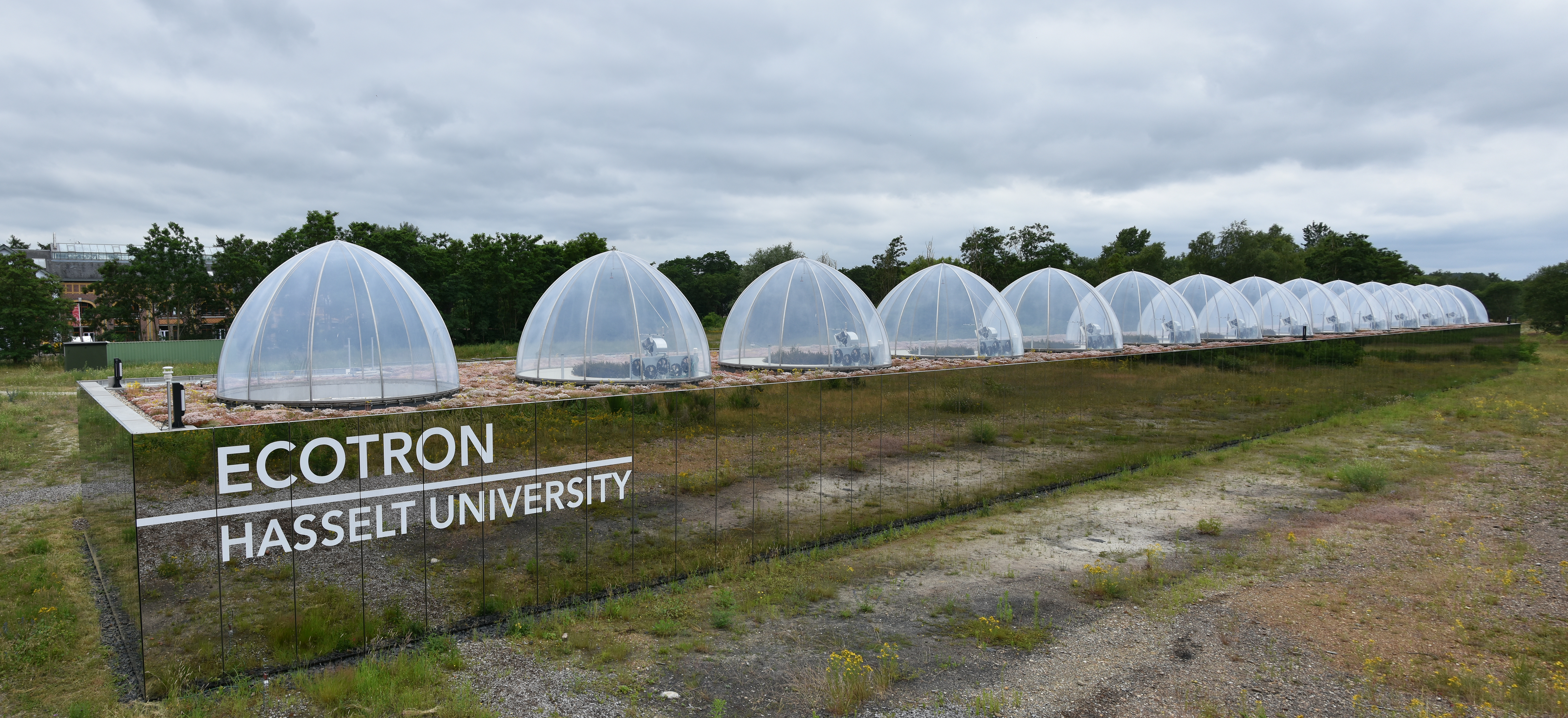
Ecotron
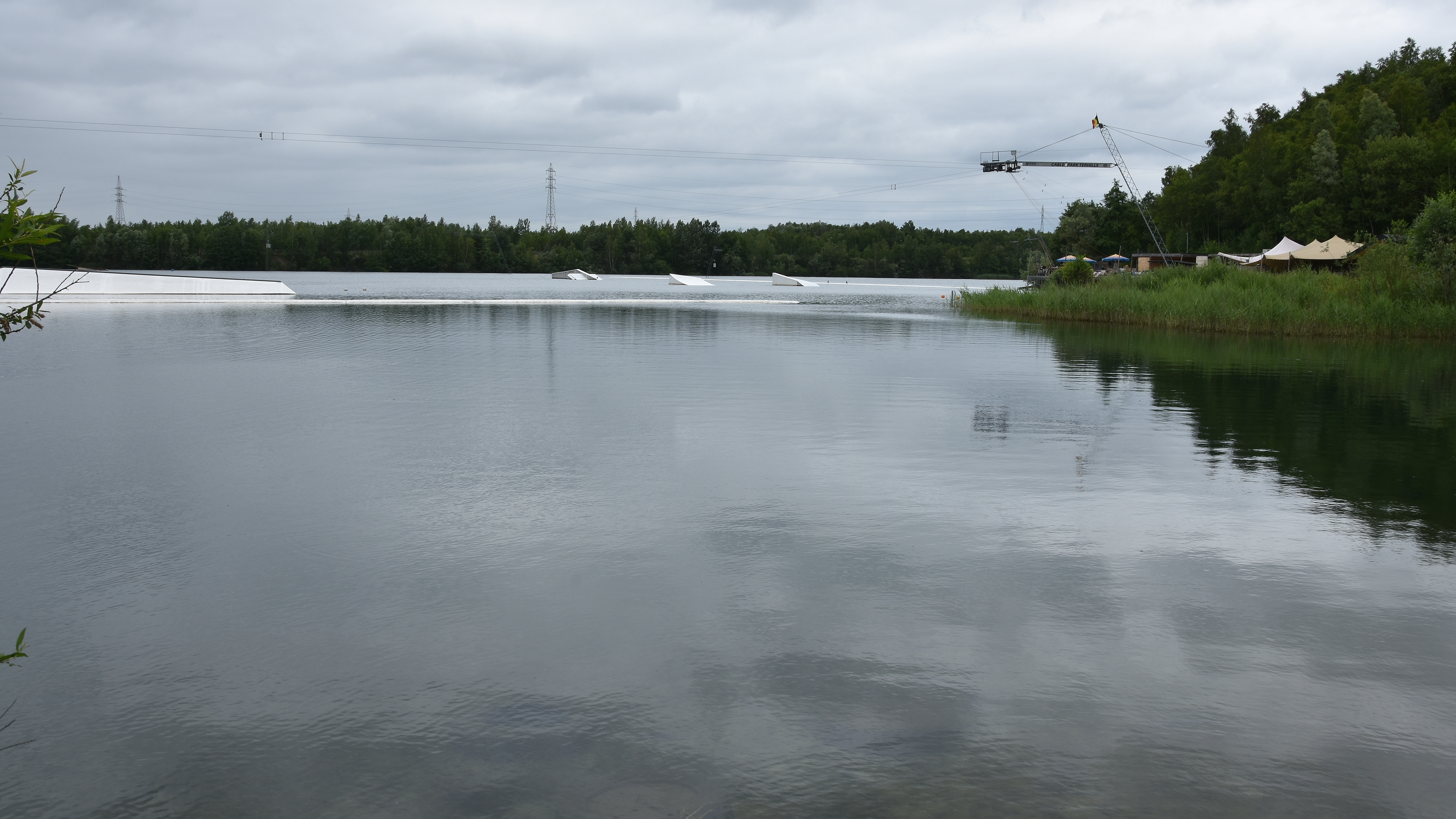
Terhills Cablepark
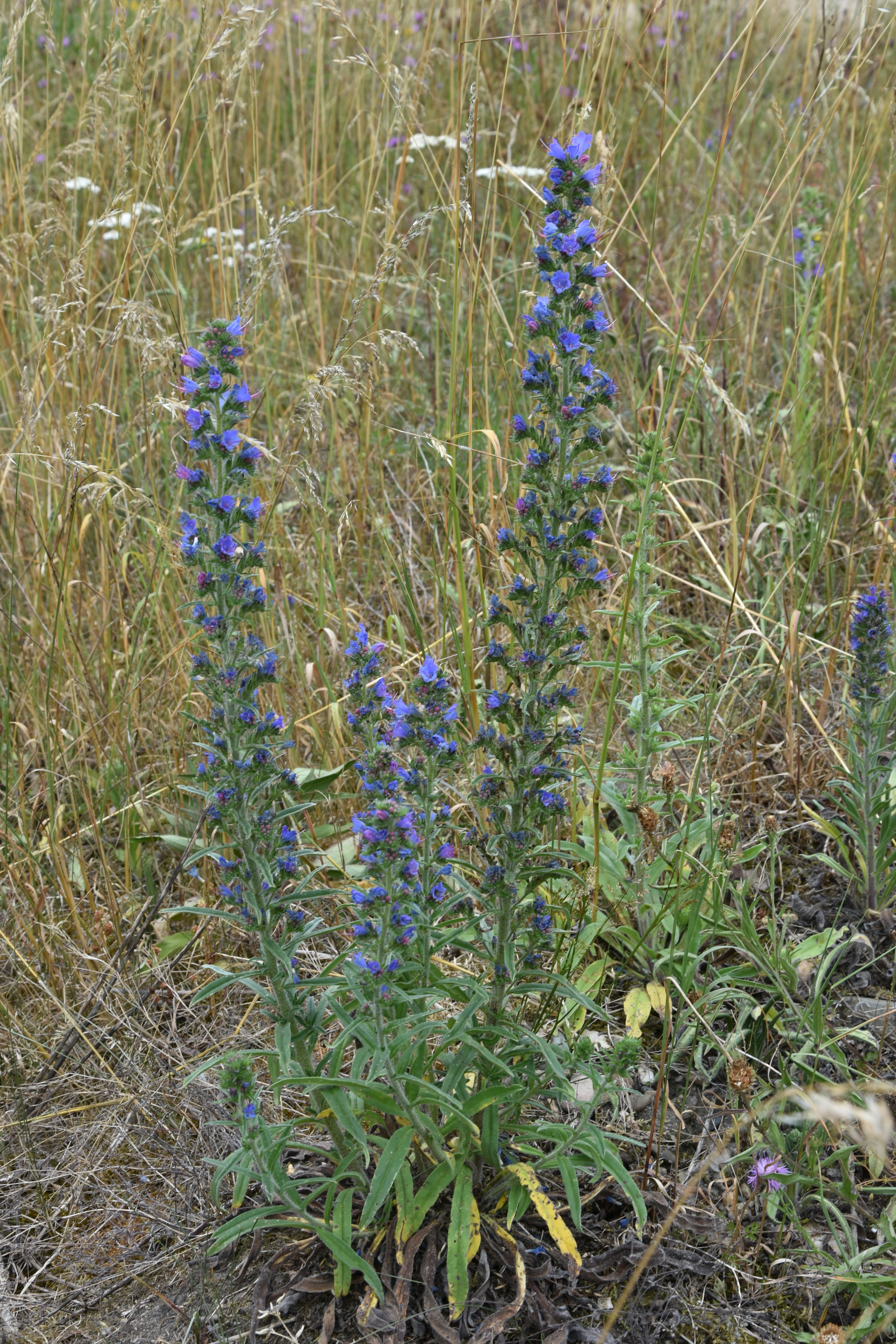
Slangenkruid op Terhills
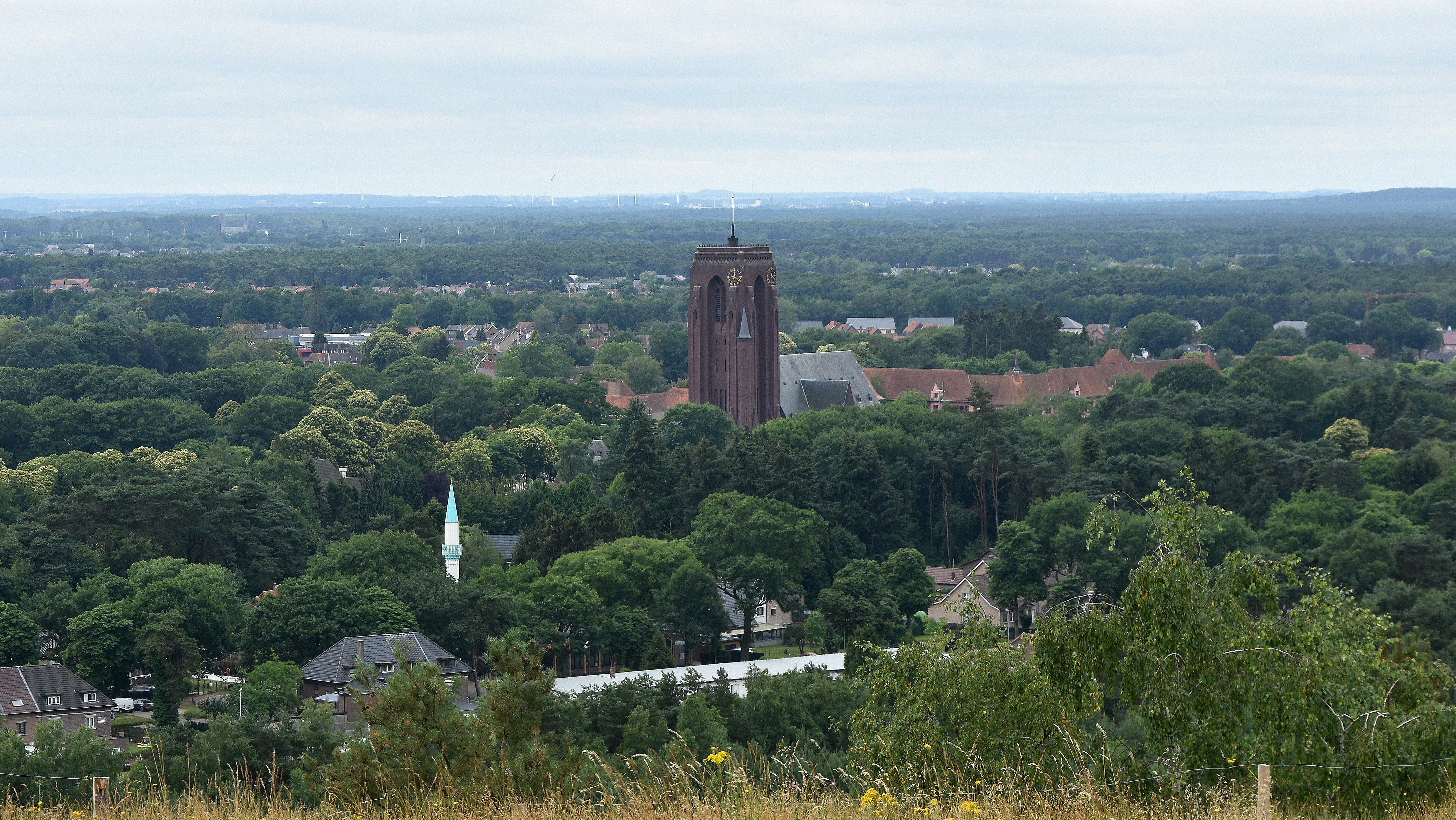
Gezicht op de Maasvallei vanaf het panoramapunt op de lange terril met de mijnkathedraal en de moskee
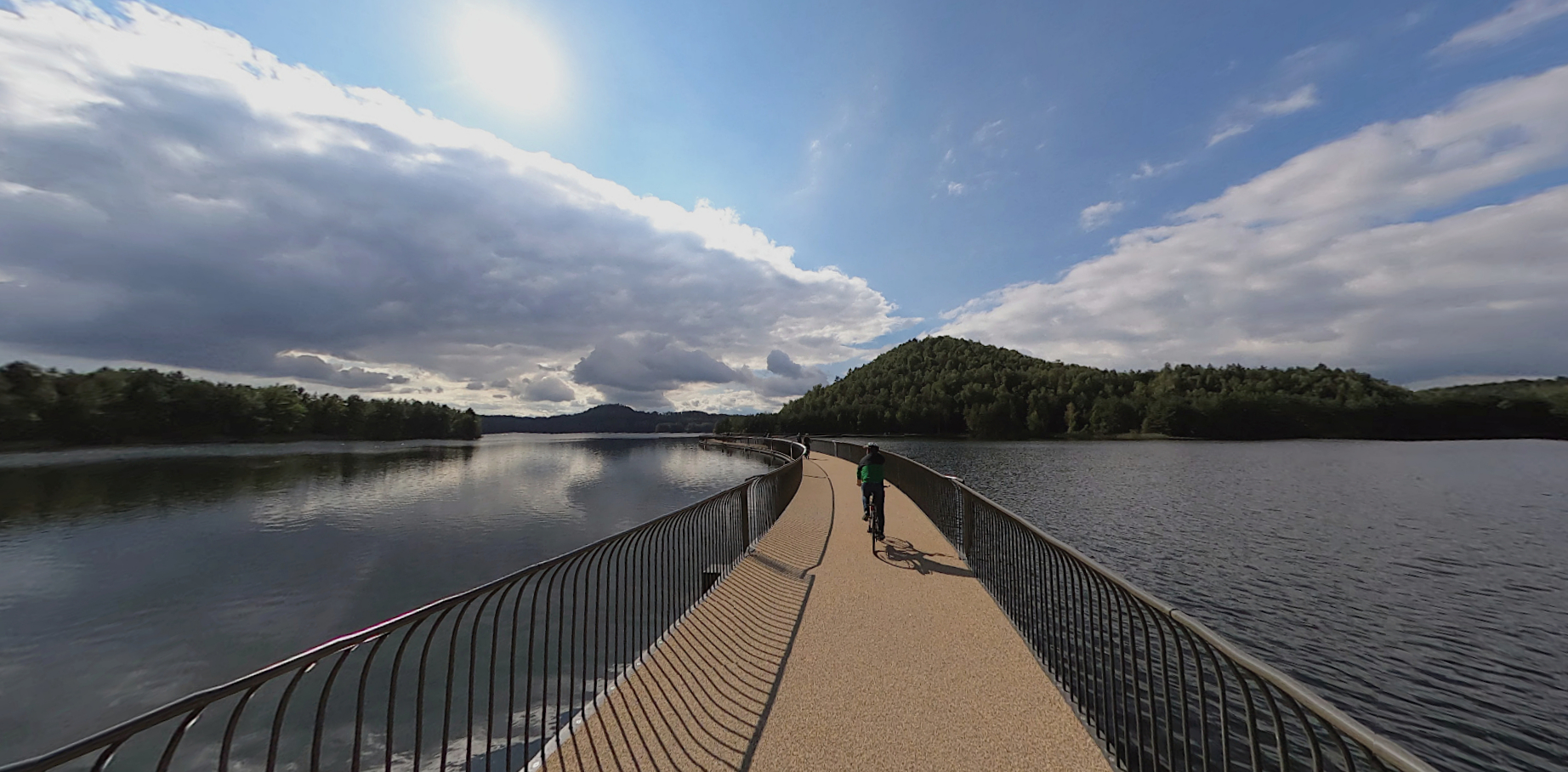
Drijvende brug Fietsen tussen de Mijnterrils
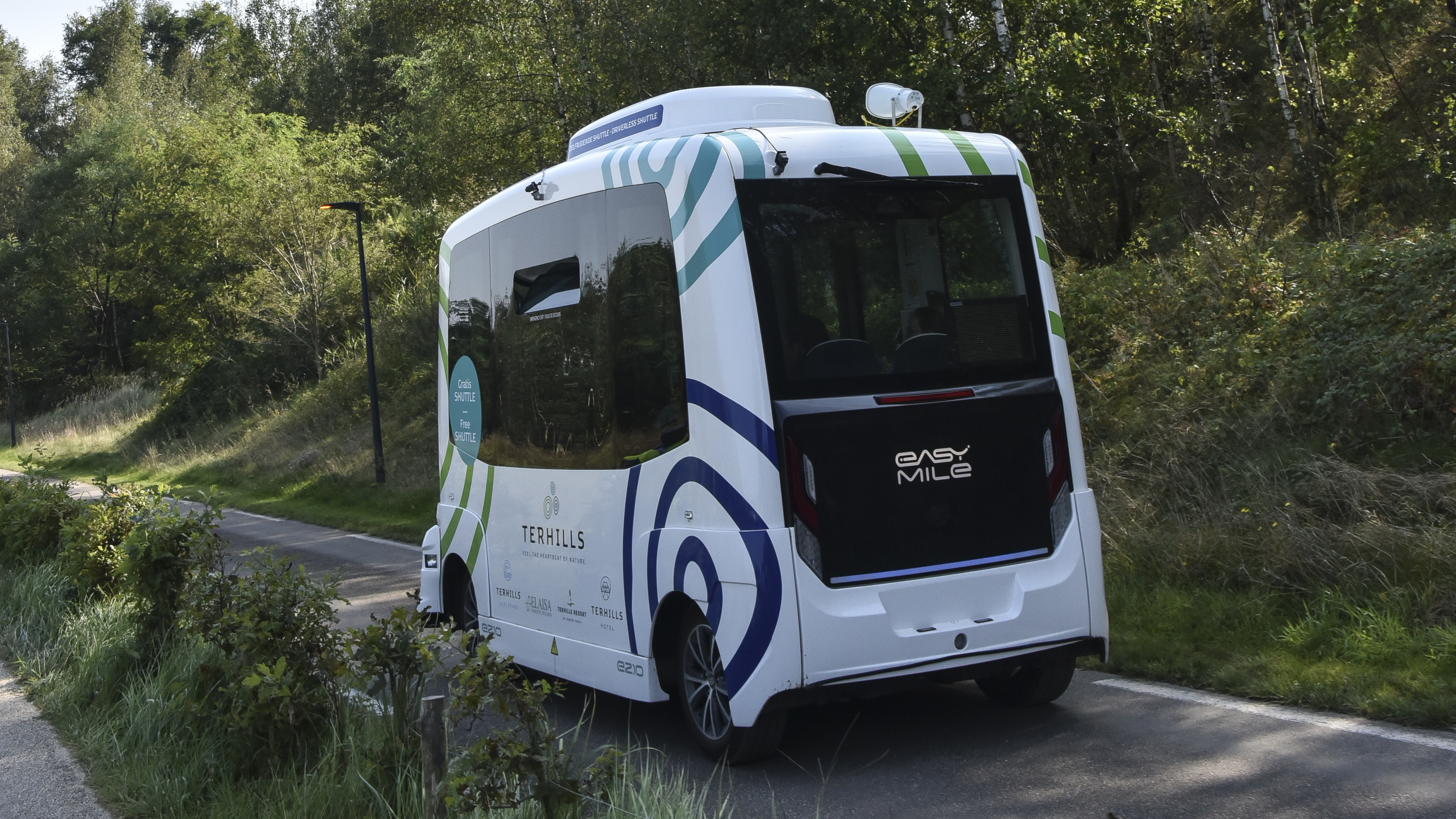
Zelfrijdende shuttle van Terhills